# Розы под деревьями
«Розы под деревьями» (нем. Rosen unter Bäumen) — пейзаж кисти австрийского художника Густава Климта. Как и многие другие работы художника, картина была принудительно изъята в нацистской Германии у собственницы, ставшей впоследствии жертвой Холокоста, а в 1980 году была приобретена Музеем Орсе и являлась единственным произведением Климта в собственности Франции. В феврале 2022 года Франция вернула «Розы под деревьями» наследникам собственницы.
Картина была написана во время летнего отдыха художника в Литцльберге на Аттерзе в 1905 году. В последние годы отдыха в Литцльберге Климт написал и другие атмосферные летние пейзажи: «Садовый пейзаж», «Цветочный луг», «Маковое поле». Среди пейзажей Климта только к «Розам под деревьями» сохранился выполненный карандашом композиционный эскиз, который хранится в галерее Бельведер за инвентарным номером ÖG 8508-55. Мнения климтоведов относительно этого факта расходятся: одни считают, что Климт обычно писал пейзажи без предварительной подготовки, другие объясняют отсутствие эскизов пейзажей пожаром в квартире Эмилии Флёге в 1945 году. Развивая пейзажный сюжет фруктовых деревьев прошлых лет, Климт добавил для контраста с массивными кронами на заднем плане три небольших розовых куста на первый план, в результате пейзаж, по мнению экспертов Фонда Климта, буквально вибрирует бесчисленным количеством цветовых оттенков. В 1910 году пейзаж «Розы под деревьями» участвовал в X Международной художественной выставке в Мюнхене вместе с другими работами Климта: «Три возраста женщины», «Водяные змеи» и «Подсолнух». В 1910 году пейзаж демонстрировался на IX Венецианской биеннале в зале Климта наряду с ещё двумя десятками работ художника. В 1914 году «Розы под деревьями» принимали участие в выставке Союза чешсконемецких художников в Праге.
Пейзаж принадлежал дочери австрийского хирурга Отто Цукеркандля Норе Стиасны и после аншлюса Австрии в августе 1938 года был принудительно выкуплен у неё за бесценок. Сама Нора Стиасны была депортирована в Польшу, где и погибла в 1942 году. По данным министерства культуры Франции, проверка провенанса пейзажа перед сделкой на сумму в 4 млн франков с швейцарским антикваром в 1980 году не вызвала никаких подозрений. Пейзаж Климта из Музея Орсе оказался в фокусе общественного внимания в связи с расследованием ошибки при состоявшейся в 2001 году реституции наследникам Норы Стиасны из галереи Бельведер климтовского пейзажа «Яблоня II». В июле 2017 года австрийский Совет по возврату произведений искусства пришёл к выводу, что при реституции произошла путаница: с высокой долей вероятности Норе Стиасны принадлежал пейзаж «Розы под деревьями». Осенью 2019 года адвокат наследников Стиасны Альфред Нолль затребовал реституцию «Роз под деревьями» из Музея Орсе. Франция не чинила никаких препятствий, и 25 января 2022 года Национальное собрание Франции приняло решение о реституции пейзажа в числе 15 произведений искусства, похищенных во время Второй мировой войны.